# Rial ARC2
A Rial ARC2 egy Formula–1-es versenyautó, amellyel a Rial Racing csapat versenyzett az 1989-es Formula–1 világbajnokság során. Az idényt a Christian Danner - Vokler Weidler párossal kezdték meg, majd az idény során mindkettejüket lecserélték, és vezette az autókat Pierre-Henri Raphanel, Gregor Foitek és Bertrand Gachot is.

## Áttekintés
Az előző idényt az első autójukkal nem is zárta rosszul a csapat, azonban időközben elvesztették Gustav Brunner főtervezőt. Az új kasztnit ezért, az előző alapulvételével, Stefan Fober tervezhette meg. Az autó első és hátsó felfüggesztése is vonórudas lett. Megszerezte a csapat a Ford-Cosworth egy fokkal modernebb, DFR típusú motorjait is. Összesen három kasztnit építettek, és már két autóval neveztek. Az egyiket Christian Danner vezethette, aki mellé a szinte teljesen ismeretlen Volker Weidler került.
Az idény felemásan indult. Danner az idény első hat versenyéből négyre kvalifikálni tudott, és ezek között volt egy egészen szép helyezés is, az amerikai nagydíjon elért negyedik hely. Franciaországtól kezdve aztán megfordult a csapat szerencséje. A csapat csúnyán lemaradt a fejlesztési versenyben, és a kvalifikáció ezután már egyszer sem sikerült. Weidler idénye csapnivaló volt: tíz versenyéből nyolcszor a prekvalifikációt sem élte túl, kétszer pedig bejutott ugyan az időmérő edzésre, de ebből egy alkalommal nem sikerült a kvalifikálás, egyszer pedig kizárták, mert betolták az autóját. A magyar nagydíjon illegális hátsó szárnnyal akartak versenyezni, ezért Weidler köridejét törölték - ezt követően vitába keveredett emiatt ő és Stefan Fober is a csapatfőnök Günther Schmidt-tel, majd mindketten távoztak. A belga nagydíjtól ezért Pierre-Henri Raphanel vette át a helyét, majd a portugál nagydíj után Danner is elment, a helyére egy versenyre Gregor Foitek ült, majd a hátralévő két futamra Bertrand Gachot. 
A három megszerzett ponttal a konstruktőri 13. helyet érték el az év végi összesítésben, majd ezt követően a csapat meg is szűnt.

## Eredmények
| Év   | Csapat      | Motor             | Gumik | Pilóták               | 1    | 2   | 3   | 4   | 5   | 6   | 7   | 8   | 9   | 10  | 11  | 12  | 13  | 14  | 15  | 16  | Pontok | Helyezés |
| ---- | ----------- | ----------------- | ----- | --------------------- | ---- | --- | --- | --- | --- | --- | --- | --- | --- | --- | --- | --- | --- | --- | --- | --- | ------ | -------- |
| 1989 | Rial Racing | Ford-Cosworth DFR | G     |                       | BRA  | SMR | MON | MEX | USA | CAN | FRA | GBR | GER | HUN | BEL | ITA | POR | ESP | JPN | AUS | 3      | 13.      |
| 1989 | Rial Racing | Ford-Cosworth DFR | G     | Christian Danner      | 14 † | NK  | NK  | 12  | 4   | 8   | NK  | NK  | NK  | NK  | NK  | NK  | NK  |     |     |     | 3      | 13.      |
| 1989 | Rial Racing | Ford-Cosworth DFR | G     | Volker Weidler        | NPK  | NPK | NPK | NPK | NPK | NPK | NPK | NPK | KIZ | NK  |     |     |     |     |     |     | 3      | 13.      |
| 1989 | Rial Racing | Ford-Cosworth DFR | G     | Pierre-Henri Raphanel |      |     |     |     |     |     |     |     |     |     | NK  | NK  | NK  | NK  | NK  | NK  | 3      | 13.      |
| 1989 | Rial Racing | Ford-Cosworth DFR | G     | Gregor Foitek         |      |     |     |     |     |     |     |     |     |     |     |     |     | NK  |     |     | 3      | 13.      |
| 1989 | Rial Racing | Ford-Cosworth DFR | G     | Bertrand Gachot       |      |     |     |     |     |     |     |     |     |     |     |     |     |     | NK  | NK  | 3      | 13.      |

† - nem fejezte be a versenyt, de rangsorolták